# Могилевский, Владимир Андреевич
Владимир Андреевич Могилевский (24 декабря 1879, Белицкое, Запорожская область — 24 сентября 1974, Йер) — российский революционер и журналист. Участник гражданской войны в России. Городской голова Севастополя во время немецкой оккупации (1918—1919). Член РСДРП.

## Биография
Родился 24 декабря 1879 года в селе Белицкое Бердянского уезда Таврической губернии. При царском режиме был репрессирован, а затем выслан за рубеж. Проживал в Швейцарии.
После февральской революции, в июле 1917 года вернулся в Россию. В следующем месяце был избран товарищем Керченского-Еникальского городского головы. Состоял в Российской социал-демократической рабочей партии. При немецкой оккупации полуострова был избран Севастопольским городским головой (ноябрь 1918 — сентябрь 1919). Входил в комитет Крымского союза РСДРП (объединенной) и Крымпрофа.
В мае 1919 года стал членом Севастопольского Совета рабочих, крестьянских и красноармейских депутатов от железнодорожников. Являлся членом городской коллегии управления отделом торговли и промышленности при СНК Севастополя. В Севастополе редактировал газету «Прибой».
После прихода в Крым Белой армии 1(14) сентября 1919 года был арестован контрразведкой. Провёл в заключении шесть месяцев. В феврале 1920 года был выпущен на свободу по ходатайству севастопольских рабочих и получил право выехать из России.
За границей осел в Париже. Являлся администратором и секретарем газеты «Последние новости». После окончания Второй мировой войны работал в качестве управляющего делами в издательства «Пресс-Франсезэ Этранжер».
Скончался 24 сентября 1974 года в городе Йер, где и был похоронен.